# OMF

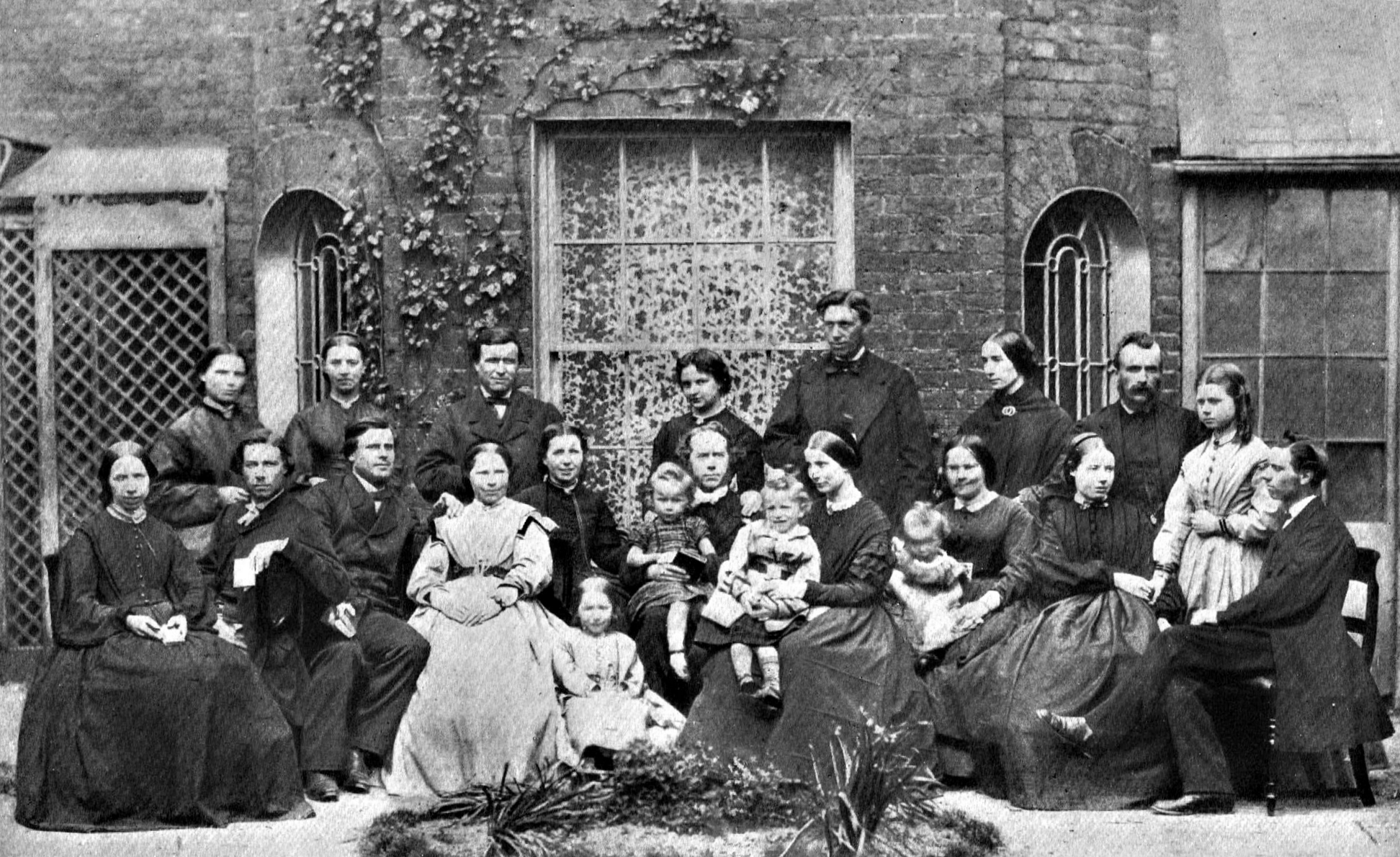
1866年5月26日ラムマーミュア団の出航

OMFインターナショナル（OMF International）は (最初 海外宣教師フェローシップ そして、1964年以前はチャイナ・インランド・ミッション) は1865年6月25日にハドソン・テーラーによって創設された超教派のプロテスタント宣教団(フェイス・ミッション)である。日本においては、国際福音宣教会とも名乗る。

## 歴史

### 創立
1865年ハドソン・テーラーは最初の英国への一時帰国の間に、中国内陸伝道教会(China Inland Mission)の設立を決定した。 宣教師の先駆者カール・ギュツラフや現代のウィリアム・チェンバーズ・バーンズのように、テーラーが最初に中国内陸での宣教師の仕事に就いた時に、中国の衣装を着た。1865年10月3日にテーラーはジョン・スティーブンソン夫妻とジョージ・ストットを中国に遣わした。彼らは、1866年2月6日に中国に到着した。五人の宣教師が送られた。テーラーが1866年に中国に戻った時には8人が残った。その年の5月26日にテーラーはこれまで最大の宣教師のグループを伴ってラムマーミュア(Lammermuir)中国へ行った。そこには、ハドソン・テーラーとテーラーの妻と四人の子供たちを含めた16人の宣教師がいた。これは、ラムマーミュア・ーパーティー(Lammermuir Party)として知られることになった。この旅行は4ヶ月間を要した。
1872年に中国内陸伝道協会(China Inland Mission)のロンドン評議会が設置された。1875年には、中国の組織的伝道を開始した。テーラーはまだ福音が届いていない9州に18人の神からの宣教師を求めた。1881年にはさらに70人の宣教師を求め、1886年には100の宣教師を求めた。1887年には百人の宣教師が中国に派遣された。テーラーは中国内陸伝道協会への宣教師を募るためにいくつかの大陸を回った。19世紀の案津には世界中で良く知られるようになった。

### 義和団の乱
1900年にはクリスチャンと外国人をターゲットにした義和団の乱関連の暴動が中国で起きた。中国国内伝道協会は他の機関よりも多くのメンバーを失った。58人の大人と21人の子供が殺害された。しかしながら1901年に連合国が中国政府に補償を求めた時に、ハドソン・テーラーは財産と人命の損失のための支払いを受け取ることを拒否した。それは、テーラーが中国人へ、自分のキリストへの従順の姿を示すためのデモンストレーションであった。ディクソン・エドワード・ホステが宣教協会の監督へ任命された。

### 革命時代
1900年代の初め、義和団事件の後から1911年の辛亥革命と中華民国の建国の時期に宣教活動が大規模な広がりが見られた。例えば、ボーデン有限会社一族の富裕の相続人であった、ウィリアム・ホワイティング・ボーデンが、アメリカでの快適な生活を捨てて神の召命に答え、1909年にエール大学を卒業した後、中国北西部のイスラム教徒と共に宣教師になった。

### 第二次世界大戦
軍閥時代は無法状態を中国にもたらした。そして、宣教師の活動は時々危険に陥った。若い宣教師であったジョン・スタム夫妻は1934年に共産軍によって殺害された。彼らの伝記『ジョン・スタム夫妻の勝利』は1930年代から1940年代に中国で荒れ狂った戦争と迫害の試練にもかかわらず、同じような奉仕の歩みをした世代に霊感を与えた。

### CIMからOMFへ
中国での共産党軍が国民党軍に勝利した後の1949年と1952年の間の期間は、中国内陸伝道協会のすべてのメンバーの「不本意な脱出」とフィリス・トムソンが書いている。指導者たちはイギリスに集まりその状態について話し合った。そして、宣教師たちを西アジアに再展開させることを決定した。司令部はシンガポールに移動して、日本、台湾、香港、フィリピン、タイ、マレーシア、ベトナム、カンボジア、ラオス、インドネシアで活動を開始した。
1980年にハドソン・テーラーの曾孫ジェームス・ハドソン・テイラー3世が伝道団体の
総主事になった。
2005年に中国人のクリスチャン、パトリック・フング（馮浩鎏）が最初のアジア人の指導者に任命された。